# Juan Nepomuceno Almonte
Juan Nepomuceno Almonte Ramírez (Nocupétaro, Michoacán; 15 de mayo de 1803-París, Francia; 21 de marzo de 1869) fue un militar, político y diplomático mexicano, veterano de la batalla de El Álamo, de la batalla de San Jacinto y partidario del emperador Maximiliano I.

## Primeros años
Hijo biológico del sacerdote  insurgente y revolucionario José María Morelos y Pavón y de Brígida Almonte. No hay certeza del lugar de su nacimiento; según algunos fue Parácuaro y según otros, Nocupétaro o Carácuaro, poblaciones todas de la antigua provincia de Valladolid, hoy estado de Michoacán. Acompañó a su padre en algunos combates durante la Guerra de Independencia (incluido el Sitio de Cuautla) y en 1814 es enviado a Nueva Orleans, en los Estados Unidos, donde poco después recibe la noticia de la ejecución de su padre el 22 de diciembre de 1815. No sin antes de mandar una carta.

Mi querido hijo Juan:

Tal vez en los momentos que ésta escribo, muy distante estarás de mi muerte próxima. El día 5 de este mes de los muertos he sido tomado prisionero por los gachupines y marcho para ser juzgado por el caribe de Calleja.
Morir es nada, cuando por la patria se muere, y yo he cumplido como debo con mi conciencia y como americano. Dios salve a mi patria, cuya esperanza va conmigo a la tumba.
Sálvate tú y espero serás de los que contribuyas con los que quedan aún a terminar la obra que el inmortal Hidalgo comenzó.
No me resta otra cosa que encargarte que no olvides que soy sacrificado por tan santa causa y que vengarás a los muertos.
El mismo Carranco te entregará, pues así me lo ofrece, lo que contiene el pequeño inventario, encargándote entregues la navaja y des un abrazo a mi buen amigo don Rafael Valdovinos.
Tú recibe mi bendición y perdona la infamia de Carranco.

Tu padre, José María Morelos

Allí recibe formación, aprende inglés y trabaja como dependiente en un comercio. Regresó a México al consumarse la independencia en 1821.

## Carrera diplomática y militar
Entre 1822-1824, Almonte forma parte del cuadro de ayudantes del líder José Félix Trespalacios en Texas cuando es enviado a Londres acompañando al embajador José Mariano de Michelena. Las negociaciones con los británicos formalizan un acuerdo comercial y de amistad que conducen al primer tratado internacional de la historia mexicana. Fue embajador de México en EE. UU. en la década de los años 1850.
En 1839 con el grado de general brigadier -el mismo que alcanzó en la guerra a los doce años- es enviado extraordinario en Bélgica; pero el presidente Anastasio Bustamante lo hace regresar al país como ministro de Guerra y Marina de México; cargo que ocupa hasta 1841. Crea la infantería ligera y la comisión de estadística militar. Cuando se firman las Bases de Tacubaya se niega a salir desterrado, por lo que es confinado a un cuartel de Tehuacán. Aquí establece el alumbrado público y un gabinete de lectura.
En 1842 actúa como representante de México ante los Estados Unidos. Además de un excelente inglés, domina el francés, lengua de la diplomacia universal. El embajador Almonte no permite que los Estados Unidos intervengan en el asunto de Texas; pero al aprobar estos su anexión, pide de inmediato sus pasaportes y vuelve a México. El General Paredes, triunfante en la revolución de La Ciudadela, lo designa ministro de Guerra y Marina del 5 de enero al 20 de febrero de 1846. Partidario de la guerra contra Estados Unidos, vuelve a ocupar el Ministerio de Guerra del 28 de agosto al 23 de diciembre de 1846. Organiza las guardias nacionales y procura auxiliar a Veracruz, bloqueada por los estadounidenses, en septiembre de 1846.
Fue Ministro de Hacienda por breves días -del 11 al 22 de diciembre-, rehúsa firmar la Ley de Manos Muertas que expropia los bienes de la Iglesia, por sentirla como un ataque a la inmensa mayoría católica en esos momentos y propiciar la división. En cambio, ve con dolor a su país mutilado a consecuencia del Tratado de Guadalupe Hidalgo, firmado durante el gobierno de Manuel de la Peña y Peña con los diplomáticos estadounidenses encabezados por Nicholas Trist; el tradado referido cedia gran parte del territorio nacional a los estadounidenses al marcar nuevos límites de frontera entre un país y otro.

## Rebelión de Texas
Almonte sería unos de los oficiales que ayudó a Antonio López de Santa Anna durante la guerra de Independencia de Texas. Participó en la batalla de El Álamo, siendo uno de los oficiales que apelaron el perdón sin éxito de los 7 defensores capturados con vida, entre los cuales se encontraba Davy Crockett. También estuvo en la batalla de San Jacinto y participó en la guerra mexicano-estadounidense.

## Vida como político
En 1856 partió a Europa, donde fue representante diplomático ante los gobiernos del Reino Unido, Francia y España. En París, el 26 de septiembre de 1859 firmaría con el gobierno español el tratado Mon-Almonte, no reconocido por el gobierno liberal mexicano. Ante la derrota de los conservadores en la guerra Reforma, apoyó en 1862 la intervención francesa.

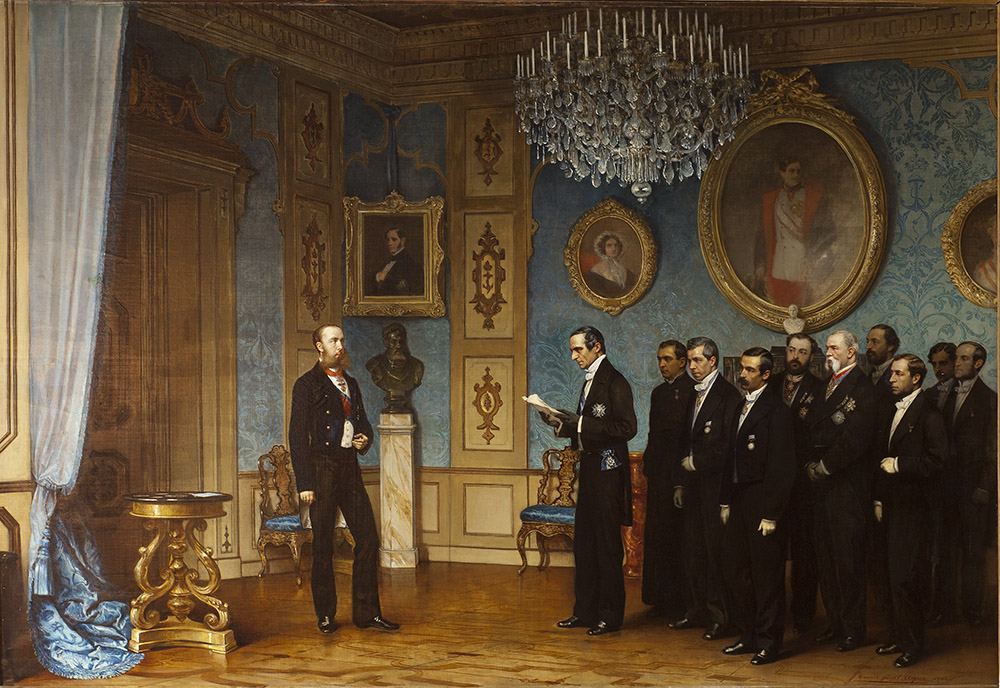
En 1863, el ofrecimiento a Maximiliano de Habsburgo de la Corona Mexicana.

Una junta de políticos del partido conservador decidió buscar un soberano europeo para la corona de México, formando parte de la Junta Superior de Gobierno (18 de junio al 13 de julio de 1863), llamada también como Los Notables. La Junta ofreció la corona de México a Fernando Maximiliano de Habsburgo-Lorena en 1864, en el castillo de Miramar, cercano a la ciudad de Trieste, entonces en la provincia austriaca de Istria, (actualmente Italia).
Almonte ocupó la Regencia (triunvirato) del Imperio entre el 13 de julio de 1863 y el 20 de mayo de 1864, y desde entonces hasta el 28 de mayo fue nombrado Lugarteniente del Imperio con el encargo de recibir a Maximiliano I y Carlota de Bélgica en Veracruz.
Fue Mariscal de la Corte y Caballero de la Orden del Águila Mexicana. 
En 1867, es enviado de nuevo a Europa en busca de apoyo para el Imperio. Murió en París en 1869 aún durante el reinado de Napoleón III.